# Nemesia bacelarae
Nemesia bacelarae is een spinnensoort in de taxonomische indeling van de bruine klapdeurspinnen (Nemesiidae).
Nemesia bacelarae werd in 2007 beschreven door Decae, Cardoso & Selden.